# Andrea Pfeifer

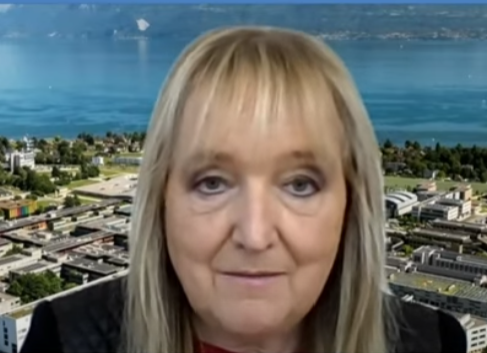
Andrea Pfeifer

Andrea Pfeifer (geboren am 26. September 1957 in München) ist eine deutsche Wissenschaftlerin und Toxikologin. 2003 war sie Mitbegründerin eines Biotechunternehmens, das sich auf medikamentöse Therapien zur Behandlung der Alzheimer-Krankheit spezialisiert hat.

## Leben und Wirken
Bereits im Alter von 17 Jahren absolvierte Andrea Pfeifer ihr Abitur. Danach studierte sie an der Universität Würzburg Pharmazie und Toxikologie und wurde hier promoviert. Im Anschluss forschte sie als Gastwissenschaftlerin am National Institute of Health in Bethesda (Maryland, USA) im Bereich der Zell- und Molekularbiologie. Andrea Pfeifer habilitierte sich an der Universität Lausanne (Schweiz) und ist Honorarprofessorin an der Ecole Polytechnique Fédérale de Lausanne (EPFL).
Ab 1998 war sie für den Schweizer Nahrungsmittelkonzern Nestlé tätig. Hier leitete sie in Lausanne das firmeneigene Forschungszentrum und war Chefin von 600 Angestellten. Während dieser Zeit leitete sie die wissenschaftliche Entwicklung einer Reihe hochinnovativer Produkte vom Labor bis zur Marktreife und war Mitbegründerin eines auf Biowissenschaften ausgerichteten Capital Fund.
2003 gründete sie mit Claude Nicolau, Ruth Greferath u. a. die Biotechfirma AC Immune SA in Lausanne in der Schweiz, deren CEO sie ist und für das sie einige Investoren, unter anderem den SAP-Gründer Dietmar Hopp gewinnen konnte. Ziel ihrer Firma ist es, ein hilfreiches Medikament gegen Alzheimer zu entwickeln. Dabei fokussiert das Unternehmen seine Forschung auf die krankheitsspezifischen Proteinopathien jeder betroffenen Person zu identifizieren und individuelle Therapeutika für den jeweiligen Krankheitszustand zu ermöglichen.
Das Medien- und Nachrichtenportal Fierce Biotech bezeichnete sie 2012 als eine der 10 Top Women in Biotech.

## Auszeichnungen
2009 wurde Andrea Pfeifer vom World Economic Forum als Technologiepionier geehrt. Im selben Jahr ehrte das Wirtschaftsprüfungsunternehmen Ernst & Young sie als Unternehmerin des Jahres. 2021 wurde sie vom Swiss Economic Forum mit dem ersten SEF.Women Award für ihren Beitrag zur unternehmerischen Innovation von Frauen in der Schweiz ausgezeichnet. 2022 erhielt sie im Rahmen der DLD-Konferenz in München den Aenne Burda Award für ihre visionäre Forschungstätigkeit.